# Colonia Santa Inés
La Colonia Santa Inés es un barrio situado en el distrito Teatinos-Universidad, en la ciudad de Málaga, España. Según la delimitación oficial del ayuntamiento, limita al norte con el barrio de Los Molinos; al este, con Quinta Alegre; al sur, con Hacienda Roldán y Ciudad Santa Inés; y al oeste, con @finca la palma 
.
Este barrio de Málaga se encuentra una de las únicas lagunas urbanas de la comunidad, La Laguna de la Barrera.

## Arquitectura y urbanismo
Se trata de un conjunto residencial diseñado en los años 1920 para albergar a los obreros de una fábrica integrada en el conjunto, a la que se accede a través de una portada de estilo regionalista decorada con azulejería. El conjunto fue concebido como una unidad autónoma según los principios del urbanismo ilustrado iniciado por Étienne-Louis Boullée, integrando los aspectos laborales, residenciales y sociales de la vida del obrero, e inspirado por algunos elementos de la Ciudad Jardín. Además de viviendas y fábrica, contenía una parroquia y una biblioteca.
Situada inicialmente en el extrarradio, en la actualidad su entorno está urbanizado e integrado en la ciudad. De la fábrica, llamada Fábrica de Ladrillos Cerámica Santa Inés, sólo se conservan el arco de la entrada y una chimenea situada en calle Juana de Castro, en el vecino barrio de El Tejar. La cantera de arcilla, situada en las proximidades, ha sido convertida en el Parque de la Laguna de la Barrera.

## Historia

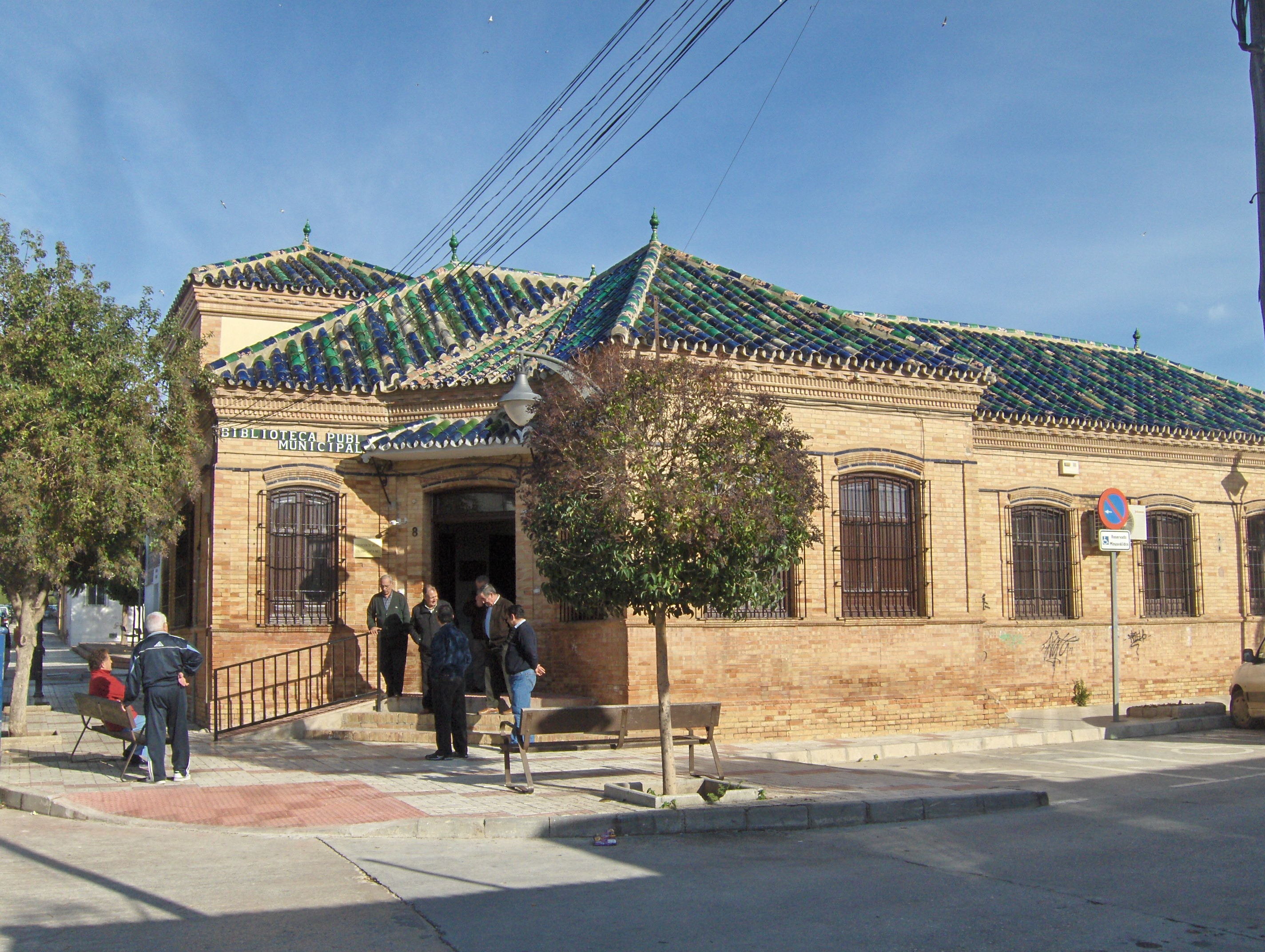
Biblioteca de la Colonia.

La fábrica fue fundada en torno a 1879 por José María de Uribe y Tamarit, presidente de la Diputación de Málaga y procedente de Antequera, y su esposa, Inés Disdier Escobedo, cubana que dio nombre a la colonia. En sus instalaciones se producían ladrillos, zócalos, jarrones, tejas y mosaicos, cuya fabricación daba trabajo a una numerosa plantilla de obreros procedentes de pueblos de la provincia y de China.
En sus orígenes la fábrica empleaba sólo a unos veinte trabajadores, pero hacia 1890, cuando fue adquirida por el industrial Viana de Cárdenas, ya estaba completamente mecanizada y disponía de veinticuatro hornos de última generación y dos máquinas de vapor, llegando a producir 20.000 ladrillos al día con una plantilla de 170 obreros. Modesto Escobar Acosta compró la fábrica en los años 1920 y aumentó la producción y la diversificó introduciendo la fabricación de losetas, escaleras, objetos de decoración y mármoles, utilizando un aserradero situado en Coín. Durante estos años se fabricaron numerosos ladrillos y materiales cerámicos para la ornamentación de los edificios de la Exposición Iberoamericana de 1929 en Sevilla.
La fábrica estuvo operativa hasta los años 1990, cuando comenzó a ser desmantelada.

## Transporte
En autobús, queda conectado mediante las siguientes líneas de la EMT: 
| Línea | Trayecto                               | Recorrido | Frecuencia                              |
| ----- | -------------------------------------- | --------- | --------------------------------------- |
| 8     | Alameda Principal - Hospital Clínico   | Recorrido | 13 minutos                              |
| 23    | Alameda Principal - Parque Cementerio  | Recorrido | 25-30 minutos                           |
| N4    | Alameda Principal - Puerto de la Torre | Recorrido | 23.30, 1.00 (Alameda) 0.15 (Pto. Torre) |

 Otras líneas para llegar a la Colonia Santa Inés te puede servir como el 4,N4,14,22,11 y Metro de Málaga L1. Aparte de las Líneas que suben al Puerto de la Torre.